# IC 10
IC 10是在仙后座的一個不規則星系，它是路易斯·斯威夫特在1887年發現的。

## 距離
尼古拉斯·梅奧爾在1935年首先建議這個天體是銀河系外的天體，愛德溫·哈伯懷疑它是本星系群的星系；但是，幾十年來仍然不能確定它的地位。在1962年，測定了IC 10的徑向速度，發現它以大約350Km/Sec.的速度向銀河系接近，成為它是本星系群成員的堅強證據。在1996年，觀測其中的造父變星，直接測量出它的距離，最終確定了它是本星系群的成員。儘管它非常的接近，但因為靠近銀河系延伸的盤面，因此受到星際物質嚴重的遮蔽。
顯而易見的，IC 10和仙女座星系、三角座星系有著相同的距離，表明IC 10可能是屬於M31的子群。

## 性質
IC 10是本星系群中所知唯一的星暴星系，它有許多的沃夫–瑞葉星，每平方秒差距（5.1stars/ kpc²），比大麥哲倫星系（2.0stars/ kpc²）和小麥哲倫星系（0.9stars/ kpc²）都要高。雖然這個星系的亮度與SMC相似，但它比較小。它的高金屬量相較於SMC，顯示其恆星形成的活動已持續了較長的時間。其沃夫–瑞葉星和恆星的演化狀態，都顯示它們在較短的時間跨度內形成。兩種沃夫–瑞葉星（WC和WN）的比率在IC 10和本星系群的其它星系非常的不同，在某種程度上可能是由於星暴星系的本質與其他星系不同。目前，這個星系產生恆星的速率是每年0.04-0.08太陽質量，這意味著星系中的氣體可以供應幾十億年或更長的時間。
以遠紅外線觀察IC 10，顯示宇宙塵在這個溫和的星暴星系中缺乏足夠的小顆粒。它被假設：受到星系中最近爆發的恆星所發出的熱與強烈的紫外線輻射，將任何以前存在恆星周圍地區的小顆粒摧毀了。
這個星系有一個巨大的氫氣殼，測量它的大小是68' X 80'，遠大於這個星系在可見光的視大小（5.5' X 7.0'）。IC 10的可見部分相對於外層的氫氣殼也是不尋常的，兩者似乎有各自不同的旋轉方向。它有個H II的核。

## 外部連結
- Irregular Galaxy IC 10 @ SEDS IC objects pages（页面存档备份，存于）
- Black Hole In IC10 Smashes All Records
- IC 10 imaged through a semi-professional amateur-telescope